# Candona acutula
Candona acutula är en kräftdjursart som beskrevs av Magali Delorme 1967. Candona acutula ingår i släktet Candona och familjen Candonidae. Inga underarter finns listade.